# Anjang
Anjang je jihokorejské město. Nachází se v severozápadní části území v provincii Kjonggi. Se svými 630 000 obyvateli je to 15. největší město v Jižní Koreji. Nachází se 21 km jižně od Soulu a je jeho satelitním městem. Do města vedou dvě linky soulského metra číslo 1 a 4.

## Sport
Anyang je domovem hokejového týmu Anyang Halla, který je od svého pátého vítězství v roce 2018 rekordním vítězem Asijské ligy.